# Guy Barrabino
Guy Barrabino (ur. 17 stycznia 1934 w Aleksandrii, zm. 10 listopada 2017 w Monako) – francuski florecista, brązowy medalista mistrzostw świata.
Podczas mistrzostw świata w Gdańsku w 1963 roku Francuzi w składzie: Guy Barrabino, Jacky Courtillat, Jean-Claude Magnan, Daniel Revenu i Pierre Rodocanachi zdobyli brązowy medal we florecie drużynowym. Był to jedyny medal Barrabino wywalczony w zawodach tego cyklu.
Na igrzyskach olimpijskich w Rzymie w 1960 roku zajął piąte miejsce we florecie drużynowym. Był to jego jedyny start olimpijski.
Zdobył również złoto we florecie drużynowym i szabli drużynowej oraz brąz we florecie indywidualnym na igrzyskach śródziemnomorskich w Bejrucie (1959).